# Raoni (Film)
Raoni ist ein französisch-belgischer Dokumentarfilm aus dem Jahr 1978 von Jean-Pierre Dutilleux und Luiz Carlos Saldanha über das Leben von Raoni Metuktire. Der Film handelt vom Überleben indigener Stämme im Norden Zentralbrasiliens. Der Film wurde für den Oscar als bester Dokumentarfilm nominiert.

## Handlung
Der in Brasilien im Amazonas-Regenwald gedrehte Film handelt vom Stamm der Kayapos und ihrem berühmten Häuptling Raoni, die für den Erhalt des Amazonas-Regenwaldes kämpfen.

## Auszeichnung
Der Film Raoni wurde erstmals bei den Filmfestspielen in Cannes gezeigt. Im Jahr 1979 wurde er für den Oscar als bester Dokumentarfilm nominiert und erhielt im selben Jahr vier Preise beim Gramado Film Festival, darunter den Preis für den besten Film.

## Kontroversen
Bereits am 22. Juli 1981 berichtete die brasilianische Tageszeitung Folha de S.Paulo, dass die FUNAI nach den Problemen mit dem Film Raoni ein Präzedenzgesetz geschaffen habe. Der Artikel, der erklärt, dass Raoni der erste kommerzielle Film in Brasilien war, in dem Indianer mitspielten, behauptet, dass er „die mit der FUNAI unterzeichnete Vereinbarung, 10% des Gewinns an die Txucarramae-Indianer der Xingu-Region abzuführen, nicht eingehalten hat“. Der Artikel beschreibt detailliert die neuen Kriterien, die von FUNAI eingeführt wurden: „Die Indianer, die an den Dreharbeiten teilnehmen, müssen eine Gage erhalten und bei der Künstlergewerkschaft von Rio de Janeiro und bei FUNAI registriert sein“. Laut Jean-Pierre Dutilleux werden die Behauptungen in diesem Artikel durch einen Brief vom 7. Mai 1990 von Megaron Txuccaramae, dem Neffen von Raoni, widerlegt, in dem es heißt, dass die Indianer Tantiemen für den Film Raoni erhielten: „Als 1976 den Film Raoni drehte, war er der erste Filmemacher, der den Indianern Tantiemen gab, die wir direkt vom Filmverleiher Embrafilm erhielten, nachdem er uns unser erstes Bankkonto eröffnet hatte“. Dieser Brief, der dem Kaziken Raoni vorgelesen und von ihm in Anwesenheit des Beraters der belgischen Botschaft in Brasilia gebilligt worden sein soll, wurde in dem Buch L'Indien blanc veröffentlicht.
Am 2. April 1990 wurde Jean-Pierre Dutilleux in der Folge „Sting and the Indians“ des investigativen Fernsehmagazins World in Action von dem Fotografen Alexis de Vilar, der mit ihm die Wohltätigkeitsorganisation Tribal Life Fund gegründet hatte, beschuldigt, für das Verschwinden der Einnahmen einer Gala im Chinese Theatre in Hollywood am 28. März 1979 rund um den Film Raoni verantwortlich zu sein. In einem undatierten Brief, der im März 2017 von der Urwaldvereinigung veröffentlicht wurde, erklärte Barry Hugh Williams, der inzwischen verstorbene Koproduzent des Films Raoni, als Reaktion auf die Ausstrahlung des Berichts von World in Action, dass „nach meiner Erinnerung an die Veranstaltung Jean-Pierre Dutilleux nicht an der Zählung des an diesem Abend eingenommenen Geldes beteiligt war“ und dass „das an diesem Abend eingenommene Geld gerade oder kaum die Kosten für die Organisation der Veranstaltung deckte (...)“. Mir ist nicht bekannt, dass er in den folgenden Wochen und Monaten irgendwelche Gelder im Zusammenhang mit dem Tribal Life Fund erhalten hat.